# Oryzopsis tibetica
Oryzopsis tibetica är en gräsart som först beskrevs av Roman Julievich Roshevitz, och fick sitt nu gällande namn av Pung Pen Chao Kuo. Oryzopsis tibetica ingår i släktet Oryzopsis och familjen gräs. Inga underarter finns listade i Catalogue of Life.